# موزه کوئوپیو

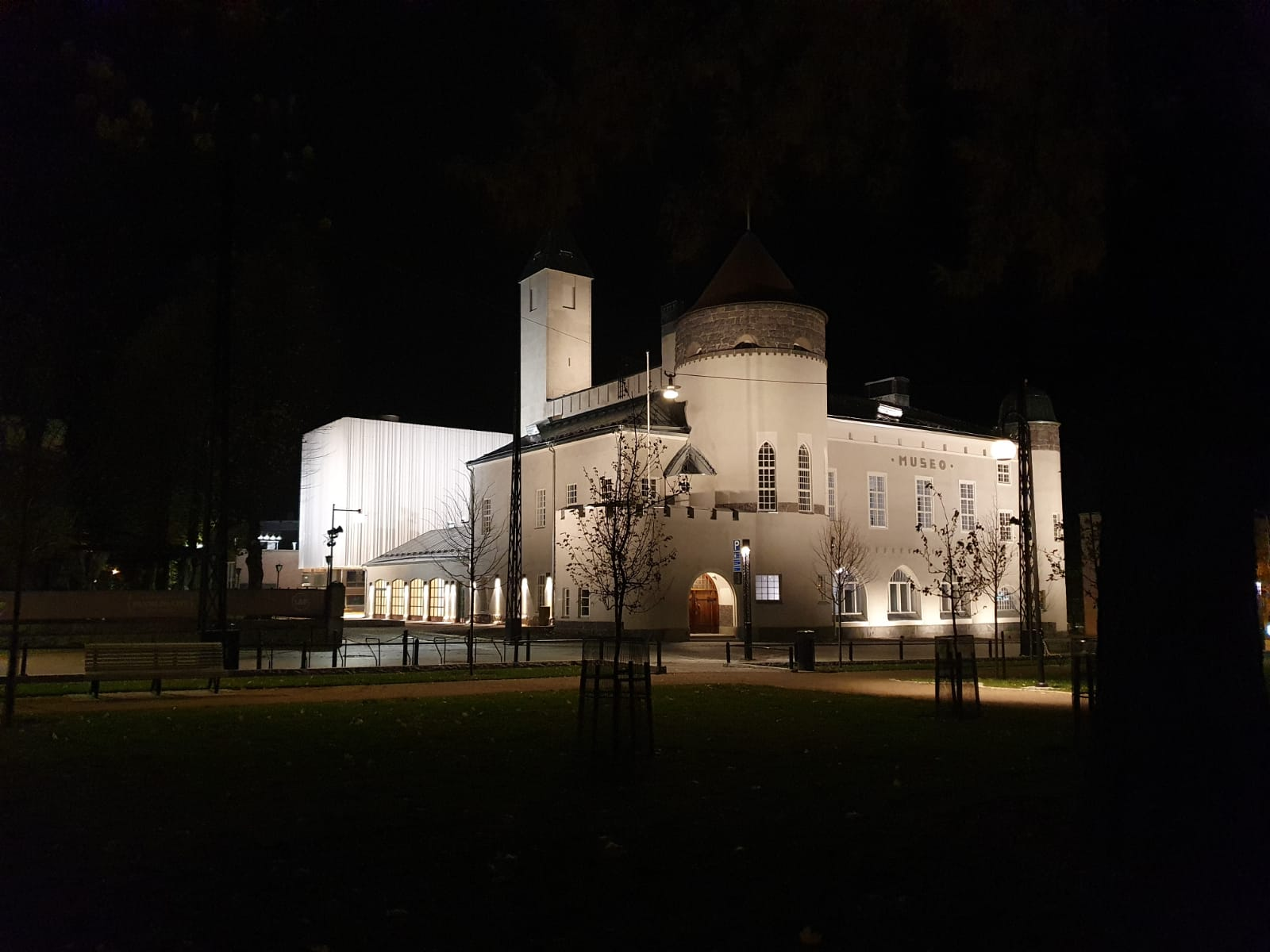
موزه کووپیو در شب در سال ۲۰۲۰

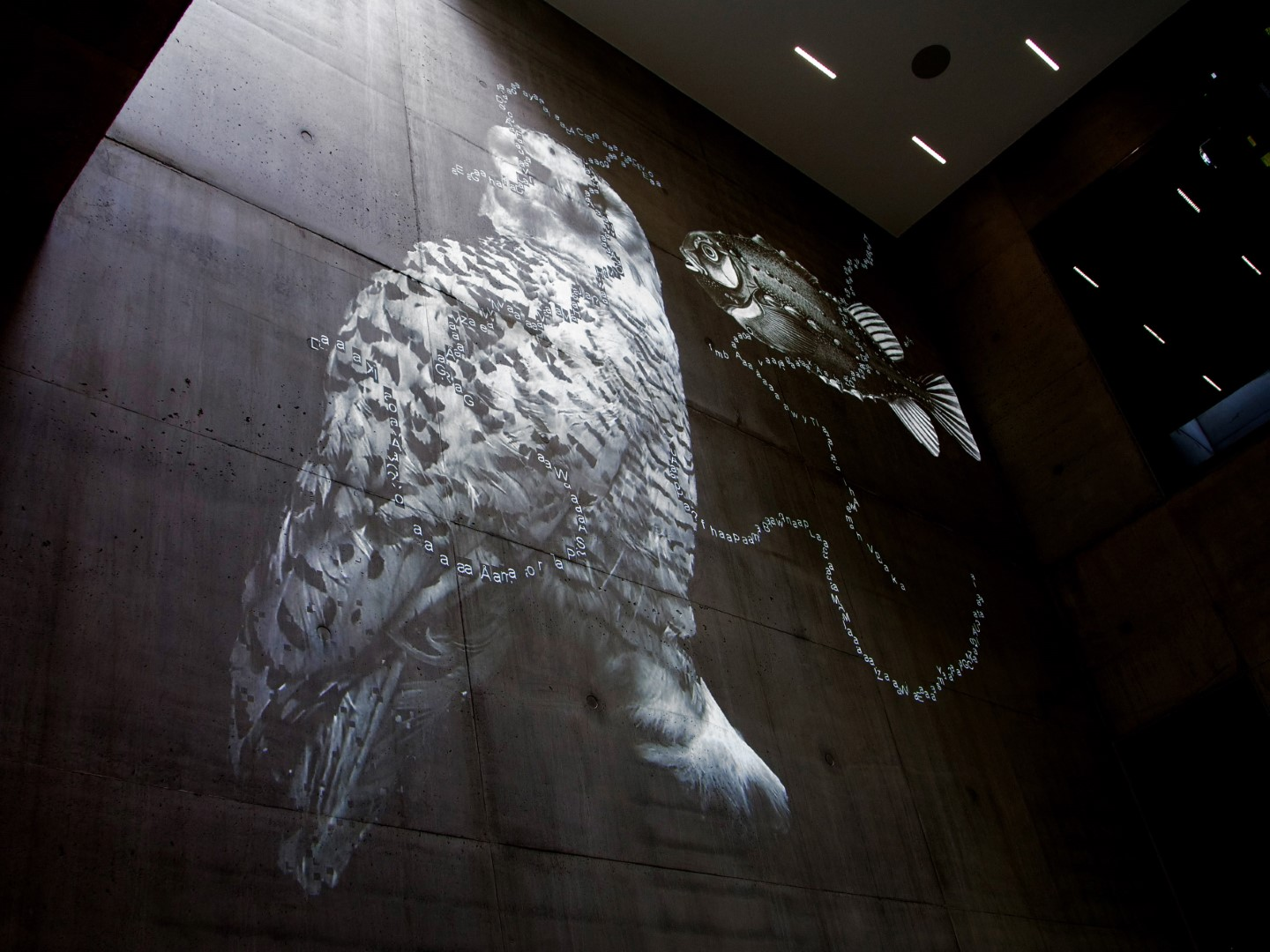
'Between Heaven and Earth'، اثری هنری از چارلز ساندیسون که در بخش جدید موزه کوئوپیو نصب شده است

موزه کووپیو (انگلیسی: Kuopio Museum) یک ساختمان موزه به سبک هنر نو است که در سال ۱۹۰۷ در حاشیه پارک اسنلمان در واهتی‌ووئوری، کوئوپیو، فنلاند تکمیل شد. موزه کوئوپیو سومین ساختمان موزه قدیمی با ساخت ویژه در فنلاند پس از آتنیوم (۱۸۸۷) در هلسینکی و موزه هنر تورکو (۱۹۰۴) است. این بنا دارای ویژگی‌های رمانتیک ملی است و از قلعه‌های فنلاندی مانند اولاوینلیننا (قلعه سنت اولاف) و قلعه ویبری الهام گرفته است. معمار این بنا جی. وی. استرومبرگ بود که تعداد قابل توجهی از ساختمان‌های عمومی کوئوپیو را در آغاز قرن بیستم طراحی کرد. موزه کوئوپیو، امکانات نمایشگاهی موزه تاریخ طبیعی کوئوپیو و موزه تاریخ فرهنگی کووپیو را در خود جای داده است. این موزه به طور متوسط سالانه حدود ۳۰۰۰۰ بازدیدکننده دارد.

## توسعه جدید
شهرداری کووپیو در سال ۲۰۱۶ یک مسابقه معماری دعوت شده برای نوسازی و گسترش موزه کوئوپیو برگزار کرد. دو معمار به نام آکی داویدسون و جانا تارکلا با طرح خود به نام "هیلا" برنده مسابقه شدند. بخش الحاقی جدید در سال ۲۰۲۱ افتتاح شد.

## ماموت
یکی از جاذبه‌های اصلی موزه کوئوپیو از حدود آغاز هزاره جدید، یک ماموت بازسازی‌شده به نام هاکا بوده است. این نصب در ارتباط با تجدید نمایشگاه‌های اصلی موزه تاریخ طبیعی در سال ۱۹۹۹ تکمیل شد. نام "هاکا" از کاری هاکامیس، که در آن زمان وزیر کشور و قبلاً شهردار کوئوپیو بود، گرفته شده است که مراسم رونمایی از نمایشگاه را در ۳ ژوئن ۱۹۹۹ برگزار کرد. گفته می‌شود ماموت‌های پشمالو زمانی در منطقه کوئوپیو زندگی می‌کردند. یک مدل دقیق برای ماموت، لاشه یک ماموت یخ‌زده‌ی به خوبی حفظ‌شده بود که در سال ۱۷۹۹ توسط او. شوماهوف، یک شکارچی محلی و جمع‌آوری‌کننده‌ی عاج، در دره‌ی رود لنا در سیبری پیدا شد. تخمین زده می‌شود که در هنگام مرگ، حدود ۳۰ سال سن و ۵۰۰۰ تا ۵۵۰۰ پوند وزن داشته است. قد او در کتف‌ها بیش از سه متر بوده است. نمایشگاه ماموت توسط ایریک گرانکویست، متخصص حفاظت از حیوانات و هنرمند، ساخته شده است.